# Клаудія Шейнбаум
Клаудія Шейнбаум Пардо (ісп. Claudia Sheinbaum Pardo; (24 червня 1962 , Мехіко, Мексика ) — мексиканська вчена і політикиня, голова міста Мехіко, спеціалістка з охорони довкілля, президент Мексики з 1 жовтня 2024 року. Одна з колективних лавреаток Нобелівської премії миру 2007 року як членкиня Міжурядової групи експертів зі питань зміни клімату. 1 липня 2018 року була обрана головою міста Мехіко від лівої партії Рух національного відродження та коаліції Juntos Haremos Historia. Перша жінка та представниця єврейської громади на посаді голови Мехіко.
Шейнбаум — здобула науковий ступінь докторки наук в інженерно-енергетичній галузі, авторка понад 100 статей і двох книг із питань енергетики, довкілля та сталого розвитку. Обіймала посаду секретарки (міністра) довкілля у місцевому уряді Мехіко у 2000-2006 роках, коли головою був Андрес Мануель Лопес Обрадор. З 2015 по 2017 рік була головою Тлалпана. 2018 року її було занесено до списку «100 жінок» BBC.
Клаудія Шейнбаум стала першою президенткою Мексики, що є жінкою та має єврейське коріння.

## Родина
Клаудіа Шейнбаум Пардо народилася в єврейській родині в Мехіко. Її бабуся та дідусь емігрували до Мехіко з Литви (ашкеназькі батьки її батька у 1920-х роках) та Болгарії (сефардські батьки її матері на початку 1940-х років, рятуючись від Голокосту). Хоча сім'я була світською, але вона відзначала всі юдейські свята. Обидва батьки Шейнбаум — вчені: інженер-хімік Карлос Шейнбаум Йоселевіц та біологиня Анні Пардо Семо, нині почесна професорка Національного автономного університету Мексики . Її брат — фізик .

## Академічна кар'єра
Клаудія Шейнбаум вивчала фізику в Національному автономному університеті Мексики (UNAM), де здобула освітній ступеня бакалавра (1989), а потім — магістра (1994) і доктора (1995) . За чотири роки (1991—1994) вона завершила роботу над докторською дисертацією в Національній лабораторії ім. Лоуренса Берклі в Берклі, Каліфорнія (США), де вона проаналізувала використання енергії в транспорті Мексики, опублікувала дослідження про тенденції використання електроенергії в будинках у Мексиці та отримала освітньо-науковий ступінь доктора філософії в галузі енергетики та фізики.
У 1995 році вона почала викладати в інженерному інституті UNAM. Обіймала посаду дослідника в Інженерному інституті та обиралася членом Національної дослідницької системи та Мексиканської академії наук. 1999 року здобула премію найкращого молодого дослідника UNAM у галузі інженерії та технологічних інновацій.
У 2006 році Шейнбаум повернулася до UNAM після роботи в місцевих органах влади та продовжила публікувати статті у наукових журналах.
У 2007 році вона приєдналася до Міжурядової групи експертів з питань зміни клімату (МГЕЗК) при Організації Об'єднаних Націй у галузі енергетики та промисловості. Була їх автором на тему «Пом'якшення наслідків зміни клімату» для Четвертої оцінної доповіді МГЕЗК . У тому ж році група отримала Нобелівську премію миру. 2013 року вона стала співавтором П'ятої оцінної доповіді МГЕЗК разом з 11 іншими експертами в галузі промисловості.

## Політична кар'єра
Під час навчання в Національному автономному університеті Мексики Клаудія Шейнбаум обиралася членом Consejo Estudantil Universitario (Рада університетських студентів) — студентської групи, яка потім заснує молодіжний рух мексиканської Партії демократичної революції (ПДР).

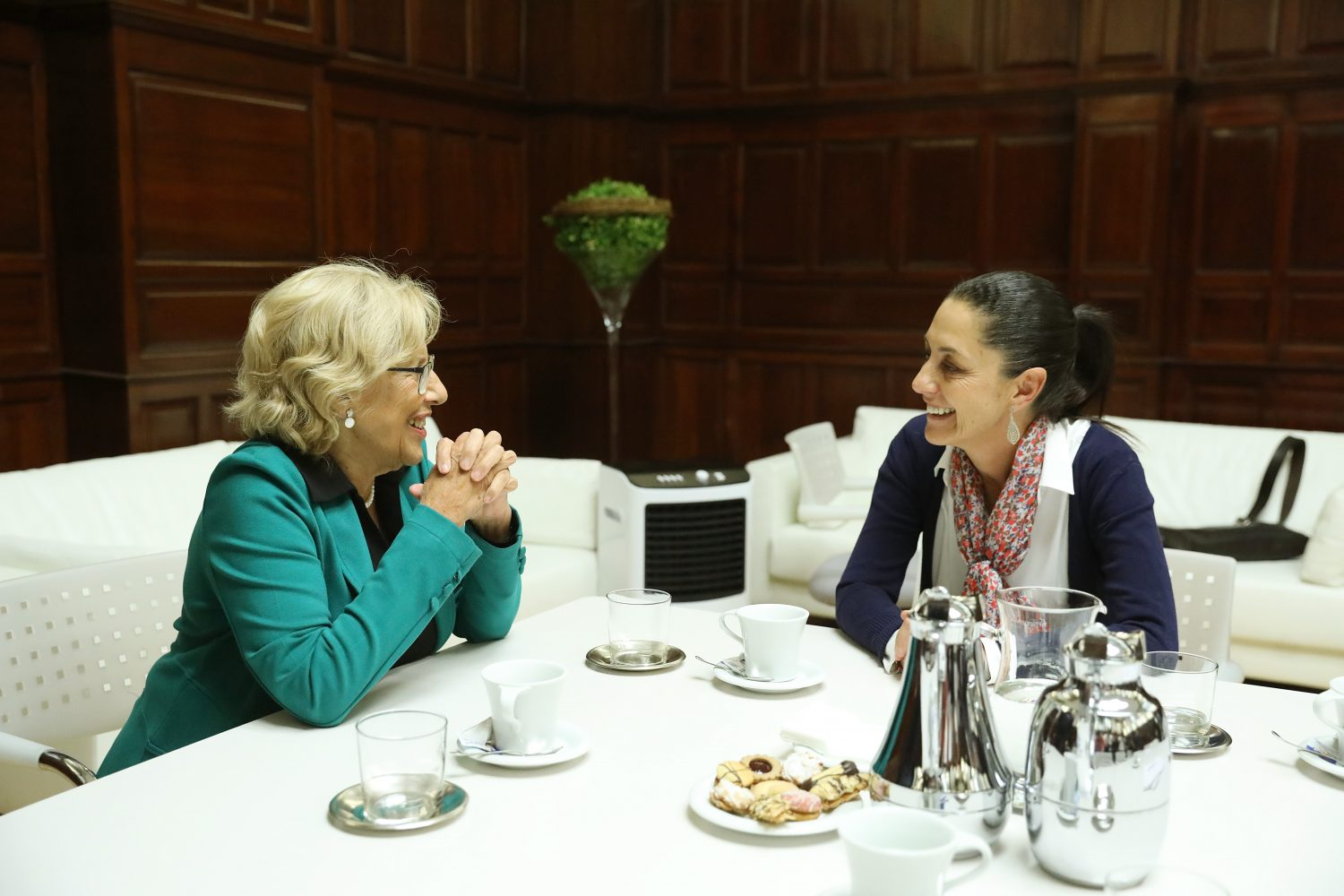
Мер Мадрида Мануела Кармена зустрічається із Клаудією Шейнбаум у палаці Сібелес.

Призначена 20 листопада 2000 в кабінет глави уряду Мехіко Андреса Мануеля Лопеса Обрадора, була секретарем з питань навколишнього середовища Мехіко з 5 грудня 2000 року . За час виконання своїх повноважень, що минув у травні 2006 року, вона відповідала за створення центру електронної реєстрації транспортних засобів у Мехіко, а також керувала введенням у дію швидкісного автобуса з виділеними смугами руху Metrobus та будівництвом другого рівня кільцевої дороги Мехіко Anillo Periférico (Периферійне кільце).
З 1 січня 2012 року по 1 жовтня 2015 року була членом Комітету ООН з питань політики у сфері розвитку.
Лопес Обрадор включив Шейнбаум до запропонованого ним кабінету Секретаріату з навколишнього середовища та природних ресурсів у рамках своєї кампанії на загальних виборах 2012 року. 2014 року Клаудія Шейнбаум стала однією з перших політиків, що відкололися від основної (на той момент) мексиканської лівої партії — Партії демократичної революції — і пішли за Лопесом Обрадором, який створив новий Рух національного відродження (МОРЕНА). 2015 року вона обіймала посаду секретаря з питань довкілля.
З 1 жовтня 2015 року по 6 грудня 2017 року очолювала столичний район Тлалпан (південний захід Мехіко) . Залишила посаду після висування власної кандидатури в мери Мехіко від коаліції Juntos Haremos Historia (Разом ми зробимо історію), що складається з Руху національного відродження, Партії праці та Партії соціальної солідарності .

### Мер Мехіко

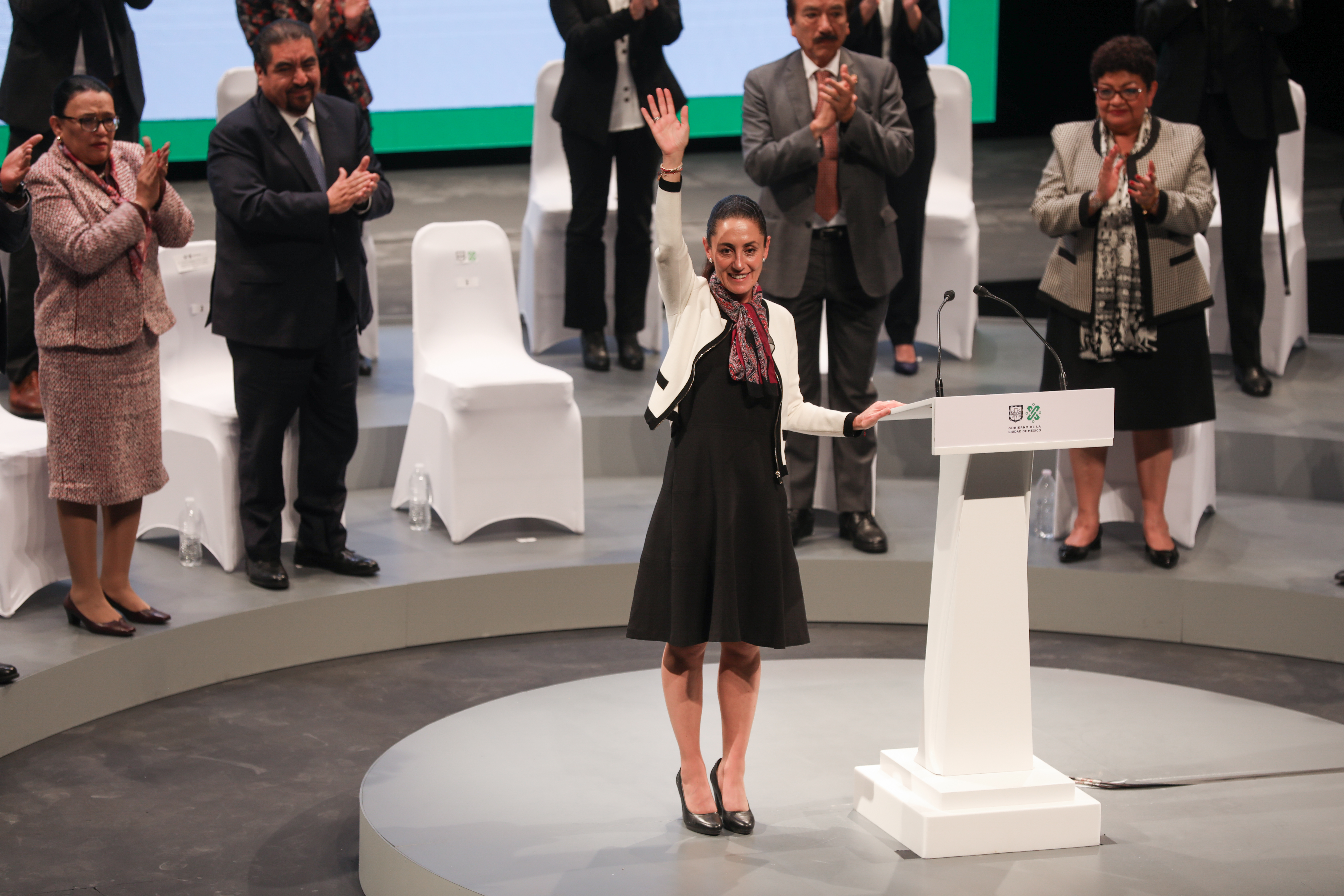
Обрана керівником міського самоврядування Клаудія Шейнбаум вирушила до театру Мехіко, щоб представити свій кабінет.

Паралельно з перемогою на президентських виборах кандидата від лівих сил Андреса Мануеля Лопеса Обрадора, його однодумиця Шейнбаум 1 липня 2018 року була обрана мером Мехіко на шестирічний термін, перемігши шість інших кандидатів . Під час кампанії Шейнбаум була звинувачена правою Партією національної дії у викликаному землетрусом 2017 року силою 7,1 бала обвалі у початковій школі, внаслідок якого загинуло 19 дітей. Вона стала першою обраною жінкою на чолі Мехіко та його першим мером-євреєм.
У червні 2019 року Клаудія Шейнбаум оголосила про новий шестирічний екологічний план. Він включає скорочення забруднення повітря на 30 %, висадку 15 мільйонів дерев, заборону одноразового використання пластику та сприяння повторній переробці, будівництво нового заводу з сортування сміття, забезпечення водопостачання для кожного будинку, спорудження 100 кілометрів коридорів для виключного використання лініями громадського транспорту, а також будівництвом та встановленням сонячних водонагрівачів та сонячних батарей.
У вересні 2019 року Шейнбаум оголосила про інвестиції у розмірі 40 мільярдів песо (2 мільярди доларів США) у модернізацію метрополітену Мехіко протягом наступних п'яти років, включаючи оновлення метро, введення в експлуатацію нових поїздів, покращення станцій та ескалаторів, автоматизації, інформації для користувачів та платіжних систем . Будівництво 200 кілометрів велосипедних доріжок, шести велосипедних станцій, 2 500 нових велосипедів для системи Ecobici, субсидії на громадський транспорт та впровадження системи канатної дороги Cablebús в районі Іштапалапа були спрямовані на зменшення заторів на дорогах та покращення транзиту.
У 2019 році Шейнбаум запровадила гендерно-нейтральну політику щодо уніформи для учнів державних шкіл, дозволивши їм носити форму на власний вибір незалежно від статі.
Невдовзі після того, як 28 лютого 2020 року було підтверджено перший випадок COVID-19 у Мехіко, Шейнбаум звернулася до мешканців міста, наголосивши, що хоча ризик є низьким, дуже важливо, щоб населення залишалося поінформованим через офіційні джерела. 19 березня 2020 року Шейнбаум закликала мешканців залишатися вдома, щоб запобігти поширенню інфекції. Вона також порадила тим, хто має симптоми, писати на гарячу лінію для отримання консультації замість того, щоб звертатися до лікарень, щоб уникнути перевантаження системи охорони здоров'я. 22 березня Шейнбаум оголосила про закриття комерційних установ, культурних закладів, спортивних споруд та релігійних місць.
У 2021 році Шейнбаум прибрала статую Христофора Колумба з Пасео-де-ла-Реформа в Мехіко в рамках того, що вона назвала «деколонізацією».
Шейнбаум була номінована Фондом мерів міст на Всесвітню премію мерів у 2021 році в Північній Америці за боротьбу з пандемією COVID-19 у Мексиці.

### Кандидат у президенти 2024 року

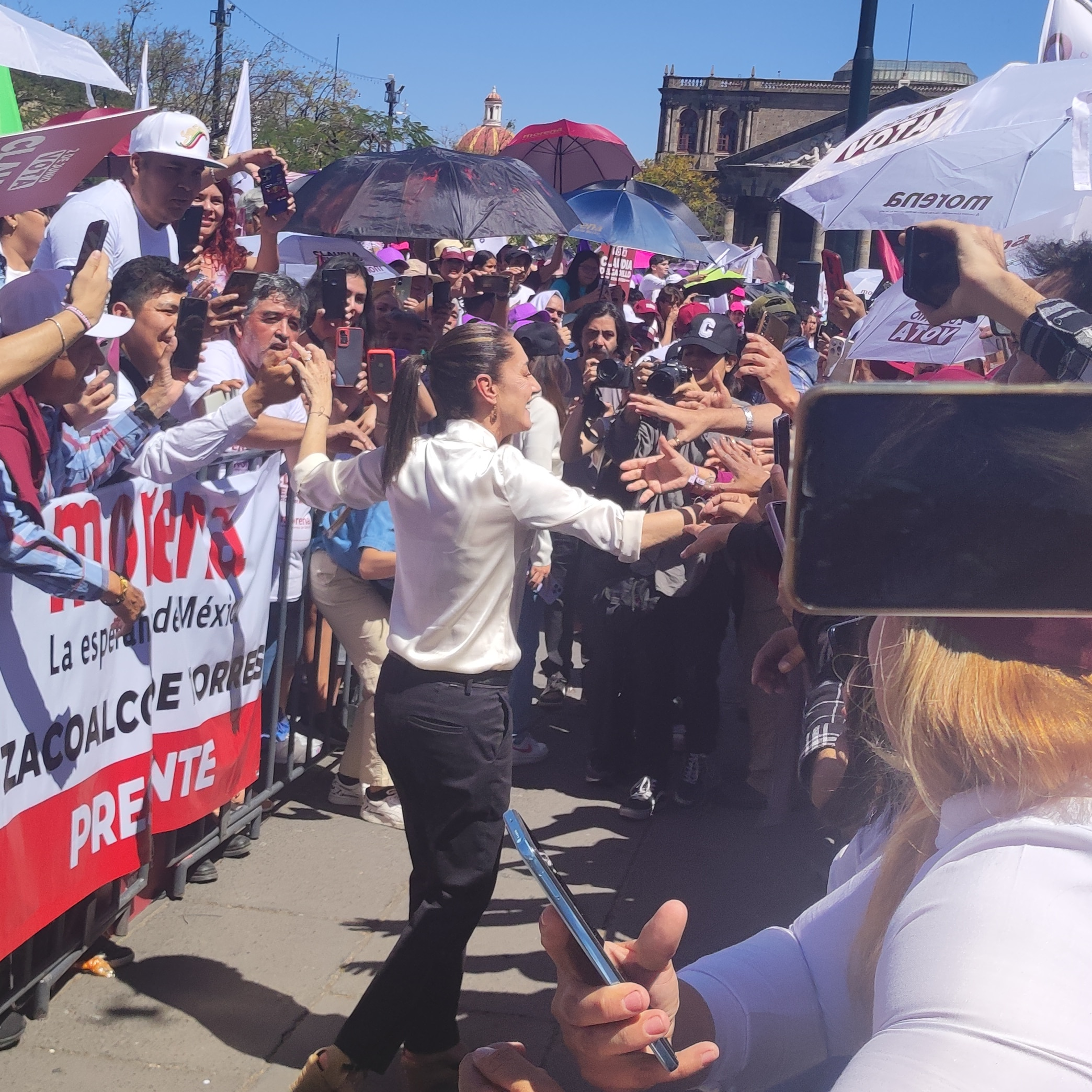
Шейнбаум у Гвадалахарі під час її кампанії 2024 року.

Напередодні президентських виборів 2024 року 12 червня 2023 року було оголошено, що Шейнбаум подасть у відставку з посади мера Мехіко 16 червня. 6 вересня 2023 року вона була офіційно обрана кандидатом від партії на виборах 2024 року, перемігши колишнього міністра закордонних справ Марсело Ебрарда.
На виборах 2 червня 2024 року вона отримала майже 60 % голосів, що зробило її віртуальним обраним президентом Мексики. 6 червня остаточний підрахунок голосів підтвердив, що Шейнбаум здобула переконливу перемогу. Вона отримала найбільшу кількість голосів за будь-коли зафіксовану кандидатуру в історії Мексики, пройшла в 31 з 32 штатів і досягла найвищого відсотка голосів з початку вільних і чесних виборів у Мексиці.

### Президент

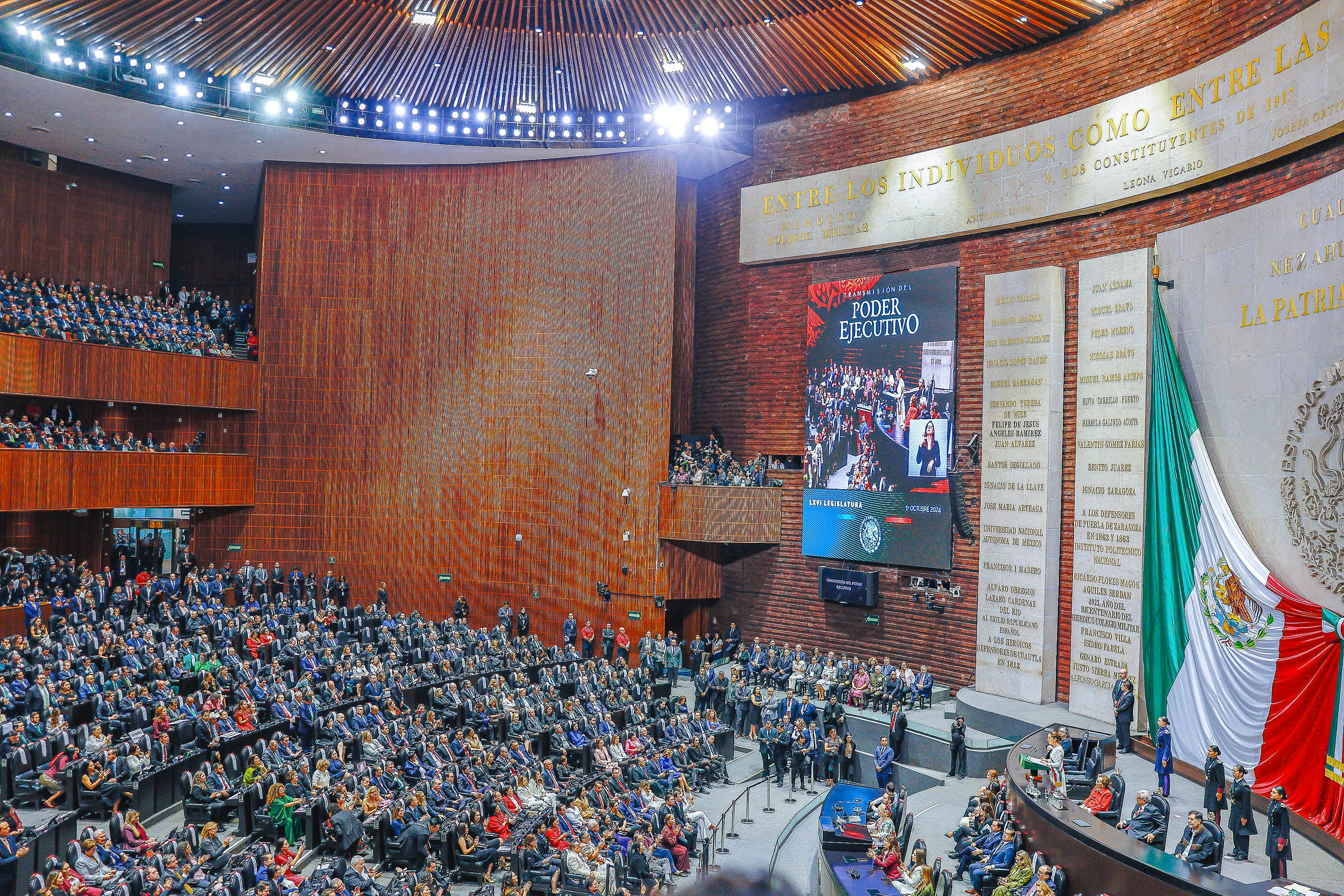
Церемонія інавгурації Шейнбаума 1 жовтня 2024 року.

Шейнбаум склала присягу як президент 1 жовтня 2024 року, ставши першою жінкою, а також, як повідомляється, першою особою єврейського походження, яка коли-небудь займала цю посаду. Президентський пояс їй вручила Іфігенія Мартінес, президент Конгресу Союзу та відома фігура мексиканських лівих. У своєму зверненні до Конгресу Шейнбаум подякувала своєму попереднику, підкреслила своє історичне обрання першою жінкою на пост президента, пообіцяла відповідальну фіскальну політику та заспокоїла іноземних інвесторів.
На її інавгурації були присутні 105 представників з різних країн, у тому числі 16 глав держав, і 23 делегати від міжнародних організацій. Серед відомих учасників були президент Бразилії Лула да Сілва, президент Чилі Габрієль Борич, президент Колумбії Густаво Петро, колишній президент Німеччини Крістіан Вульфф і перша леді США Джилл Байден. Король Іспанії Філіп VI не був запрошений і Шейнбаум зіслалась на те, що він не відповів на лист Лопеса Обрадора в 2019 році з проханням вибачитися за зловживання, скоєні під час іспанського завоювання. Це спонукало до бойкоту з боку іспанського уряду.

## Особисте життя
У 1986 році Клаудія Шейнбаум познайомилася з політиком Карлосом Омазом Гіспертом, з яким була одружена з 1987 по 2016 рік. У неї народилася донька від цього шлюбу (Маріана, нар. 1988, яка в 2019 році здобувала освітно-науковий ступінь доктора філософії у Каліфорнійському університеті), а також стала мачухою Родріго Омасу Аларкону (нар. 1982, нині кінорежисер).
Під час пандемії COVID-19 у Мексиці 27 жовтня 2020 року у Шейнбаума було взято позитивний тест на COVID-19, але хвороба протікала безсимптомно.

## Вибрана бібліографія
Шейнбаум є авторкою понад 100 статей та двох книг з питань енергетики, навколишнього середовища та сталого розвитку :
1. Consumo d'energia y emisions de CO2 autotransporte en Mexico y Escenarios de Mitigación, Ávila-Solís JC, Sheinbaum-Pardo C. 2016.
2. Decomposition analysis from demand services to material production: Case of CO2 emissions from steel produced for automobiles in Mexico, Applied Energy, 174: 245—255, Sheinbaum-Pardo C. 2016.
3. Вплив енергетичних ефективних стандартів на життєдіяльність життєдіяльності в Мексиці , Energy for Sustainable Development, 32:50-61 Martínez-Montejo SA, Sheinbaum-Pardo C. 2016.
4. Science and Technology in framework of Sustainable Development Goals, World Journal of Science, Technology and Sustainable Development, 14:2 — 17 . Imaz M. Sheinbaum C. 2017.
5. Assessing Impacts of Final Demand on CO2-eq Emissions in the Mexican Economy: In Input-Output Analysis, Energy and Power Engineering, 9:40-54, Chatellier D, Sheinbaum C. 2017.
6. Electricity sector reforms in four Latin-American countries and their impact on carbon dioxide emises and renewable energy, Ruiz- Mendoza BJ, Sheinbaum-Pardo C. Energy Policy, 2010
7. Енергія consumption і пов'язана з CO2 емісіями в 5 Latin American countries: Changes from 1990 to 2006 and perspectives, Sheinbaum C, Ruiz BJ, Ozawa L. Energy, 2010.
8. Mitigating Carbon Emissions while Advancing National Development Priorities: The Case of Mexico, C Sheinbaum, O Masera, Climatic Change, Springer, 2000.
9. Енергія використання і хімічних емізіонів для Мексики cement industry, C Sheinbaum, L Ozawa, Energy, Elsevier, 1998.
10. Енергія використання і CO2 емісії в Мексиці іронії та стельової промисловості, L Ozawa, C Sheinbaum, N Martin, E Worrell, L Price, Energy, Elsevier, 2002.
11. Нові тенденції в індустрії енергетичної ефективності в Мексиці іронії та стальної промисловості, L Ozawa, N Martin, E Worrell, L Price, C Sheinbaum, OSTI, 1999.
12. Mexican Electric end-use Efficiency: Experiences to Date, R Friedmann, C Sheinbaum, Annual Review of Energy and the Environment, 1998.
13. Incorporating Sustainable Development Concerns in Climate Change Mitigation: A Case Study, OR Masera, C Sheinbaum, Climate Change and Development, UDLAP, 2000.